# عزيز أباد (ديواندرة)
عزيز أباد (بالفارسية: عزیزآباد) هي قرية تقع في قسم تشهل تششمه الريفي (مقاطعة ديواندرة) في إيران.